# Terre-plein (géographie)
Pour les articles homonymes, voir Terre-plein.
Ne doit pas être confondu avec Polder.
 (juin 2017).
Si vous disposez d'ouvrages ou d'articles de référence ou si vous connaissez des sites web de qualité traitant du thème abordé ici, merci de compléter l'article en donnant les références utiles à sa vérifiabilité et en les liant à la section « Notes et références ».

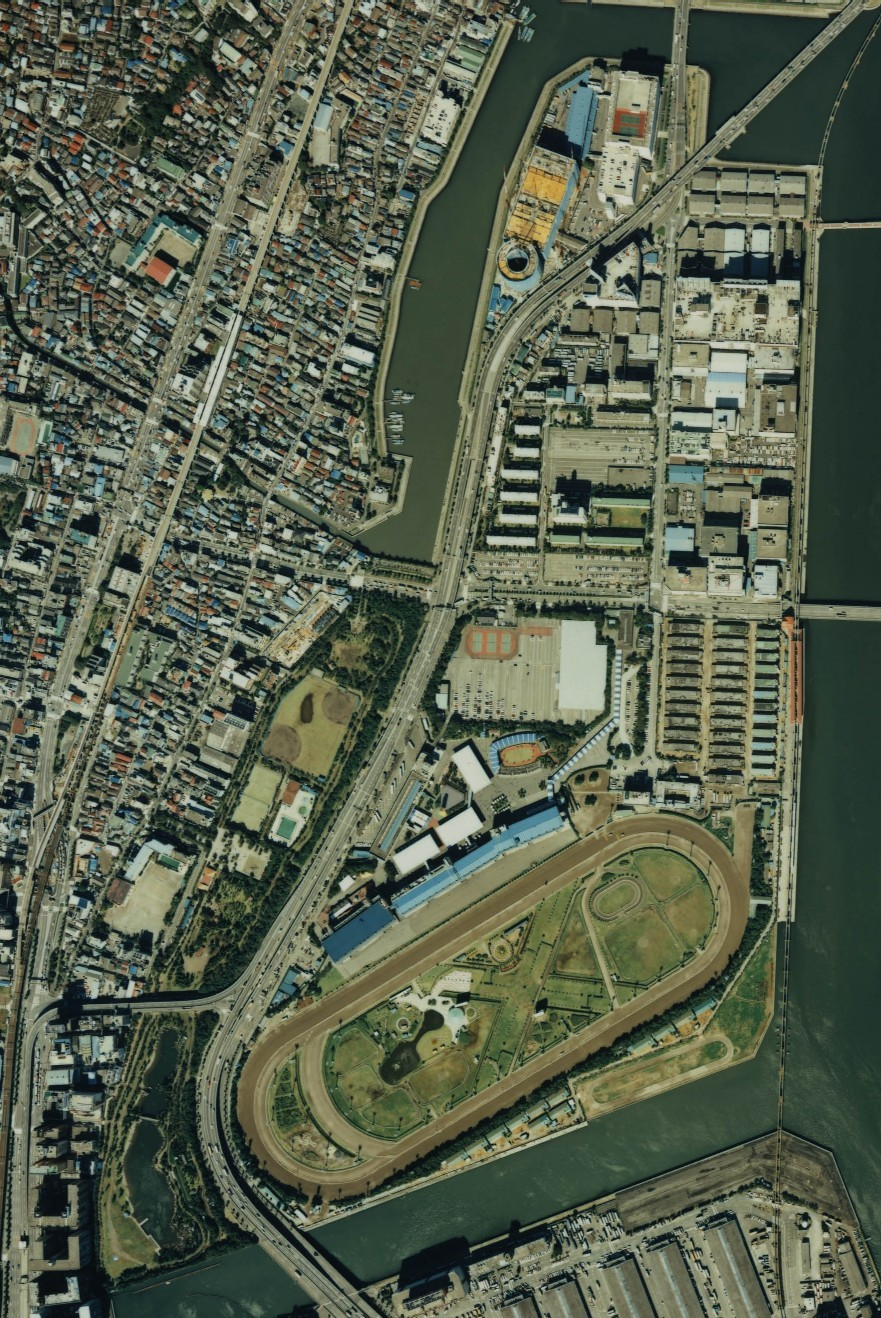
Terre-plein de Katsushima dans la baie de Tokyo au Japon.

Un terre-plein ou terreplein est une étendue artificielle de terre acquise sur la mer par remblaiement, à l'aide souvent de déchets, de gravats et de sable, et qui a un niveau altimétrique supérieur au niveau de la mer.

## Différences avec un polder
Ce type d'ouvrage ne doit pas être confondu avec les polders, qui sont le résultat d'assèchements de terrains situés juste au dessus ou en dessous du niveau de la mer, protégés par des digues, et leur affectation originelle a été en général agricole. Les terre-pleins sont eux au-dessus de la mer, avec une vocation initiale maritime, portuaire ou industrielle (sidérurgie sur l'eau).

## Description

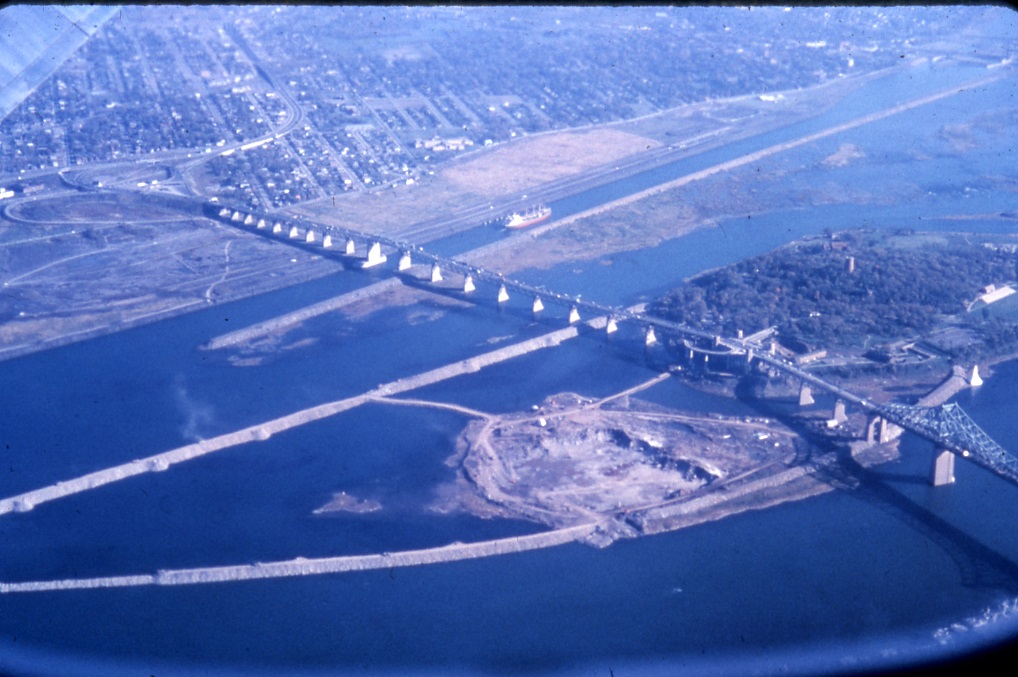
Agrandissement de l'île Sainte-Hélène sur le fleuve Saint-Laurent à Montréal, vers les années 1960

Le terre-plein correspond à une pratique courante au Japon, pays à l'espace constructible très limité où ils ont d'abord été construits en contact avec le rivage naturel, puis on édifié des îles entièrement artificielles, comme les îles artificielles de Kobe (l'île de Rokkō, l'île du Port et l'aéroport de Kobe) ou l'aéroport international du Kansai en baie d'Osaka. Elles sont reliées par des ponts à d'autres îles du même type ou à la terre ferme.

## Utilisation
Cette technique de gains de terre sur la mer n'est pas unique au Japon. Des aéroports ont été partiellement gagnés sur l'eau, à Nice ou San Francisco par exemple, et des ports (Le Havre, Shanghai, des ports coréens) s'agrandissent selon les mêmes procédés, mais le Japon et surtout la Chine ont utilisé plus systématiquement ce moyen pour dégager de nouveaux espaces.
Ces dernières années, l'utilisation de ces terrains artificiels s'est diversifiée et de nouveaux quartiers urbains (habitat, bureaux, palais des congrès, commerces, parcs, espaces de loisirs...) occupent ces remblaiements sur la mer. Ainsi, un terre-plein peut servir aujourd'hui au développement d'une forêt plantée directement sur le terrain.